# Apparato centrale idrodinamico

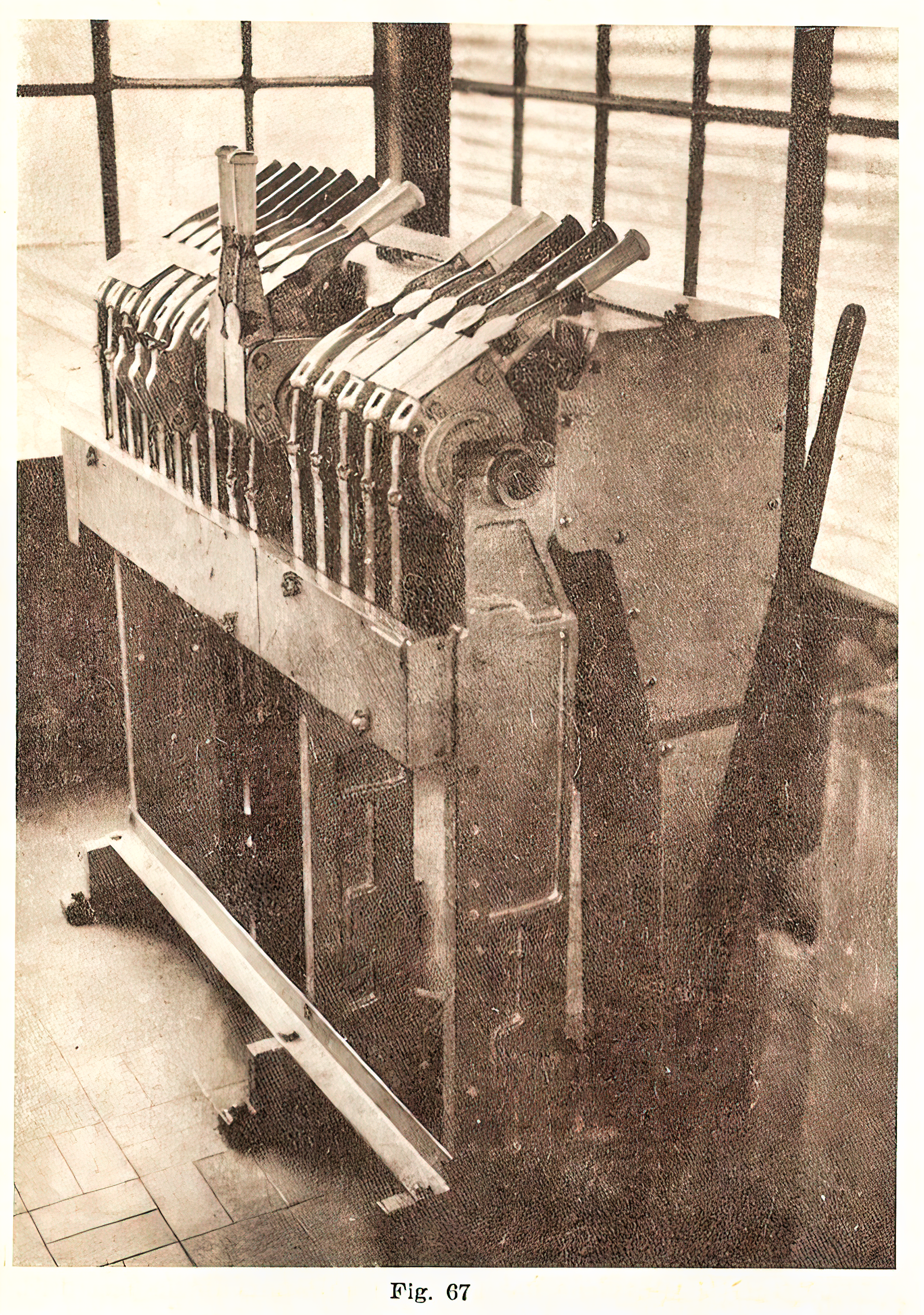
Banco di manovra di un apparato centrale idrodinamico

L'apparato centrale idrodinamico è un insieme di dispositivi, centralizzati in un unico posto di comando, per manovrare a distanza deviatoi, segnali, passaggi a livello e altri eventuali dispositivi connessi, servoassistito da una trasmissione idrodinamica del moto di manovra.

## Storia
L'apparato venne ideato dall'ingegnere Riccardo Bianchi e brevettato insieme all'ingegnere Servettaz che lo realizzò meccanicamente nella sua azienda. Poiché permetteva una migliore funzionalità, riduceva ingombri e manutenzioni dei rinvii a carattere meccanico e permetteva inoltre la diminuzione del personale occorrente, l'apparato ebbe il consenso di molte amministrazioni ferroviarie e fu adottato su larga scala. Venne presentato dalla Società per le Strade Ferrate del Mediterraneo all'esposizione universale di Parigi del 1889 divenendo una delle attrazioni del settore ferroviario.
Nonostante richiedesse una notevole manutenzione delle condutture e dei raccordi di tenuta si diffuse in tutta la rete italiana da nord a sud. Negli anni ottanta si completò la loro sostituzione con apparati di meno onerosa manutenzione. Al momento dell'attuazione del "Piano Integrativo" per il potenziamento della rete ferroviaria italiana sopravvivevano i seguenti impianti con manovra idrodinamica (per lo più limitata ai deviatoi e ai segnali bassi): Acqui Terme (soppresso 1988), Nizza Monferrato (soppresso nel 1994), Ceva (convertito nel 1984) e Fossano (soppresso nel 1987) per il compartimento di Torino, la Cabina A di Verona Porta Nuova (soppresso nel 1982) per quanto riguarda il compartimento di Verona, Ovada (soppresso nel 1983), Pietra Ligure (soppresso a fine anni ottanta) e la cabina F di Novi San Bovo (soppressa a inizio anni novanta) per quanto riguarda il compartimento di Genova e Roma San Pietro (soppresso nel 1990) per quanto riguarda il compartimento di Roma.

## Caratteristiche
L'impianto idrodinamico di comando è essenzialmente costituito da una pompa per comprimere il fluido composto da una miscela di acqua e glicerina e da un dispositivo accumulatore di pressione che la mantiene alla pressione costante di 55 bar. Tale miscela viene addotta ad un banco di manovra fornito di leveraggi di comando che, tramite delle condutture idrauliche, mandano la miscela sotto pressione, mantenuta costante, ai cilindri che azionano il meccanismo (scambio o segnale) da manovrare mediante un distributore a cassetto comandato dalla leva di azionamento.
Il sistema idraulico ovviava alla difficoltà presentata dai dispositivi a leveraggi meccanici esistenti al tempo e permetteva di azionare scambi posti a distanze notevoli e con poco sforzo tramite la semplice disposizione di una leva apposita in un posto centrale di comando.